# Вашківці (Дністровський район)
Вашкі́вці (в минулому — Васківці, Васкоуці) — село в Україні, адміністративний центр Вашковецької сільської територіальної громади Дністровського району Чернівецької області.

## Назва
Назва села походить від чоловічого імені Васко (розмовне — Вашко).

## Географія
Село розташоване майже на кордоні Чернівецької області України з Молдовою.
Відстань до міста Сокиряни становить 30 км і проходить шляхом місцевого значення та автошляхом регіонального значення Р63.
В селі діє пропускний пункт Ґріманкауць (Бричанський район) — Вашківці.

## Історія
У писемних джерелах вперше Вашківці згадуються 22 серпня 1651 року. Тоді також було подано повний документальний опис села.
Першими поселенцями були вихідці із сусідніх сіл Корманя, Молодове та інших, яких привіз сюди поміщик. Та скоро значна частина селян повтікала назад. В умовах феодального свавілля Вашківці майже не зростали. Через 120 років після заснування села тут налічувалося всього 37 дворів. Перші дані про юридичний стан і заняття жителів села стосуються періоду приєднання Бессарабії до Росії. На цей час Вашківці належали поміщику Костянтину Казиміру. Після проведення реформи у 1877 році поміщику Казиміру у Вашківцях належало 2073 десятини орної землі і 518 десятин лісу, у той час як у користуванні 350 селянських дворів перебувало всього 1914 десятини орної землі, а лісу не було взагалі.
За даними на 1859 рік у власницькому селі Васкоуці Хотинського повіту Бессарабської губернії мешкало 1108 осіб (573 чоловічої статі та 535 — жіночої), налічувалось 186 дворових господарств, існувала православна церква.
Розвиток капіталістичних відносин сприяв посиленому соціальному розшаруванню села. У 1883-84 рр. у Вашківцях з 352 селянських господарств 114 (32 %) залишались безземельними, майже половина не мала власної великої рогатої худоби і змушена була орендувати землю у поміщиків. Тяжке економічне становище селян, яке поєднувалось із політичним безправ'ям, примушувало людей кидати свої оселі і йти шукати кращої долі на чужині. На початку XX століття із села понад 10 родин виїхало на заробітки. Щодо освітньої ситуації, то маємо свідчення, що у 1883—1884 роках із 1780 жителів села лише 30 вміли читати і писати. В церковнопарафіяльній школі, яка діяла в той період навчалося 18 хлопчиків.
Станом на 1886 рік у власницькому селі Романкоуцької волості мешкало 1625 осіб, налічувалось 287 дворових господарств, існували православна церква, школа та цегельний завод.
Під час Першої світової війни у Вашківцях розміщувались найближчі тилові російські частини 8-ї армії Південно-Західного фронту. Війна призвела до ще більшого погіршення становища селян. У січні 1918 року у Вашківцях було встановлено владу рад, однак у лютому 1918 року село окупували австро-німецькі війська. У листопаді 1918 року на зміну одним окупантам прийшли інші — румунські. Було відновлено поміщицьке землеволодіння, систему відробітків.
28 червня 1940 року жителі села урочисто зустріли воїнів Червоної армії. Після визволення Вашківці були підпорядковані Бричанській волості Хотинського повіту, а пізніше Сокирянському району Чернівецької області. У Вашківцях розпочала діяльність сільська Рада депутатів трудящих.
З початком Другої світової війни близько 350 жителів села пішли на фронт. 27 березня 1944 року частини 42-ї гвардійської Прилуцької ордена Леніна і ордена Богдана Хмельницького Червонопрапорної дивізії під командуванням Героя Радянського Союзу генерал-майора Федора Боброва визволили Вашківці. Одразу після вигнання нацистів відновила свою роботу Вашковецька сільська рада, головою якої став І. Г. Добровольський. Почалася відбудова зруйнованого господарства. У 1947 році було створено перший колгосп ім. Жданова. У 1950 році чотири новоутворені колгоспи були укрупнені в один — ім. газети «Правда», а з 1963 року — у колгосп «Маяк».

### У Незалежній Україні
З 1991 року в складі незалежної України.
14 серпня 2015 року Вашковецька сільська рада, в ході децентралізації, об'єднана з Вашковецькою сільською громадою. Об'єднання в громаду має створити умови для формування ефективної і відповідальної місцевої влади, яка зможе забезпечити комфортне та безпечне середовище для проживання людей.
17 липня 2020 року, в результаті адміністративно-територіальної реформи та ліквідації Сокирянського району, село увійшло до складу Дністровського району.

## Населення
Згідно з переписом УРСР 1989 року чисельність наявного населення села становила 3680 осіб, з яких 1718 чоловіків та 1962 жінки.
За переписом населення України 2001 року в селі мешкало 3577 осіб.

### Мова
Розподіл населення за рідною мовою за даними перепису 2001 року:
| Мова       | Відсоток |
| ---------- | -------- |
| українська | 97,18 %  |
| молдовська | 1,62 %   |
| російська  | 1,12 %   |
| білоруська | 0,06 %   |
| румунська  | 0,03 %   |

## Уродженці села
- Вамуш Ірина Андріївна (*10.02.1929, с. Вашківці) — новатор сільськогосподарського виробництва. Їй присвоєно звання «Найкращий тваринник області 1977 року», «Майстер золоті руки» (1979). Премійовано автомобілем «Москвич-412». Нагороджена бронзовою, срібною і золотою медаллями ВДНХ, орденами Трудового Червоного прапора (1973) та Леніна (1975). Номінант видання «Вони прославили Буковину». — Чернівці, 2010. — ISBN 978-966-181-049-4.
- Вамуш Михайло Іванович — ортопед-травматолог Сокирянської центральної районної лікарні, закінчив Чернівецький медичний інститут.
- Голяк-Костишина Надія Олексіївна (*08.08.1941, с. Вашківці) — новатор сільськогосподарського виробництва, громадський діяч. Очолювла молодіжну ланку в рільничій бригаді колгоспу «Маяк». Обиралася депутатом сільської і Сокирянської районної Рад. Працювала головою сільської ради. Нагороджена золотою меддаллю ВДНХ, орденом Леніна (1966).
- Гросул Василь Іванович. — (*07.01.1922, с. Вашківці) — новатор сільськогосподарського виробництва. працював трактористом, бригадиром тракторної брикїгади, комбайнером. Нагороджений орденами Трудового Червоного Прапора (1975) та Леніна (1976), золотою меддалю ВДНХ.
- Жарко Микола Степанович  (*05.1947, с. Вашківці) — професійний музикант, диригент, музикознавець, доцент. Працював на посаді військового диригента з'єднання на Уралі під Свердловськом, очолював оркестр так званого «Белполку» у Мінську. Був організатором створення військово-оркестрової служби Внутрішніх військ Білорусі. У 2008 р. оркестр гастролював у Франції, де М. С. Жарка удостоїли звання почесного громадянина міста Бічука. Очолює кафедру духових інструментів у Білоруському державному університеті. Намінант енциклопедичного словника-довідника «Літературно-мистецька Сокирянщина» (Юхим Гусар. Дністровий зорепад. — Чернівці: ВІЦ «Місто», 2010. — С. 40-41).
- Лисай Ганна Василівна (*1938, с. Вашківці) — новатор сільськогоподарського виролбництва. Удостоєна звання «Майстер золоті руки», нагороджена двлма срібними і золотою меддалями ВДНХ, медаллю «За доблесну працю», орденами Трудового Червоного Прапора та Леніна (1973).
- Федоряк Юрій Васильович (*23.07.1964) — художник, іконописець, реставратор. Закінчив художню школу у м. Бричани Республіки Молдова, Вижницьке училище прикладного мистецтва, Вище художнє промислове училище ім. В. І. Мухіної у Санкт-Петербурзі і одержав кваліфікацію художника з обробки металу. Працював викладачем різних художніх дисциплін у вузах і ліцеях Санкт-Петербурга. У 2000 році німецька компанія «Рургаз» запросила до співпраці і він став майстром-реставратором Янтарної кімнати у колишньому Царському Селі, нині м. Пушкіно неподалік Санкт-Петербурга.
- Чорний Олександр Дмитрович (*24.07.1951, с. Вашківці) — український письменник, журналіст і фольклорист, краєзнавець. Закінчив Хотинський сільськогосподарський технікум, факультет журналістики Київського держуніверситету ім. Т. Г. Шевченка. Працював у Сокирянській районній газеті «Дністрові зорі» літпрацівником, завідувачем відділу, заступником редактора, відтак — редактором районної газети «Радянська Верховина» (згодом перейменована на «Вижницькі обрії»), старшим випусковим у Чернівцях в редакції газети «Від Дністра до Карпат», керівником Сокирянського філіалу видавництва «Прут». З 1992 р. — директор Сокирянської районної друкарні, яку очолював майже 20 років. Він — організатор створення і перший директор Сокирянського районного історичного музею (2011—2015), понад 10 років очолював районну організацію Національної спілки журналістів України. Був ініціатором заснування і редактором газети «Педагогічна думка». Автор і співавтор книг: «Диво твориться душею», «Новодністровськ засвічує вогні», «Сердечно Вас вітаєм», «Палітра наших слів». З-під його пера вийшли ґрунтовні історико-публіцистичні видання «Вашківці на сивих вітрах минувшини» (2009), «Місто, де сходить сонце» (2010), «У царстві коболчинського глечика» (2011), «Сокирянська бистрина» (2011), «Не загубились села у віках» (2014) та інші. Указом Президента України № 338/2016 Про відзначення державними нагородами з нагоди 25-ї річниці незалежності України О. Д. Чорному присвоєно звання «Заслужений журналіст України».

## Визначна пам'ятка
- Свято-Михайлівська православна церква, 1888 року, збудована за кошти місцевого поміщика Костянтина Казиміра. Діюча. УПЦ-МП.